# .nl
‎.nl‏ دامنه اینترنتی اختصاص داده شده به هلند است.